# Galaxienhaufen

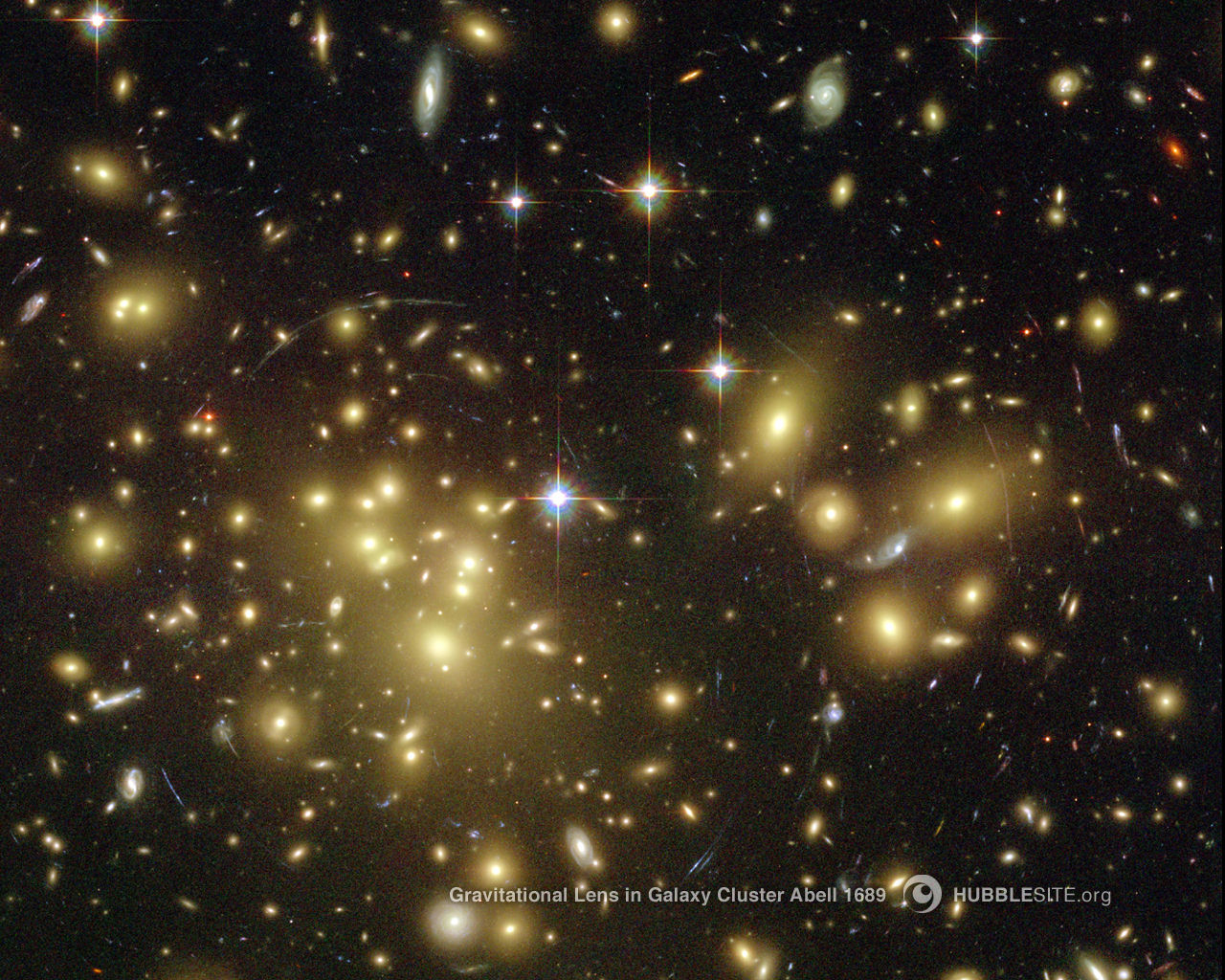
Galaxienhaufen Abell 1689, mit durch Gravitationslinsenwirkung zu Bögen verzerrten Hintergrundgalaxien

Galaxienhaufen (auch Cluster) enthalten bis zu einige tausend Galaxien, die sich mit unterschiedlichen Geschwindigkeiten im gemeinsamen Schwerefeld bewegen. Nach dem Stand der Forschung sind sie die größten Strukturen des Universums, die gravitativ gebunden sind. Ihre Masse liegt bei etwa 1014 bis 1015 Sonnenmassen in einem Gebiet typischerweise 10 Mio. Lj, mit Geschwindigkeiten, die um etwa 500–1000 km/s streuen (sogenannte Pekuliargeschwindigkeiten). Kosmologische Modelle gehen davon aus, dass die Dunkle Materie den Hauptteil der Masse der Galaxienhaufen bildet (ca. 80 %).
Galaxienhaufen sind von einem dünnen, 10 bis 100 Millionen K heißen Gas durchdrungen, das durch seine Röntgenstrahlung beobachtbar ist. Dieses Gas macht ca. 15 % der Masse eines Galaxienhaufens aus. Der Rest der sichtbaren Masse (5 % der Gesamtmasse) ist in den Sternen und Planeten der Galaxien vorhanden. In der Mitte von Galaxienhaufen befindet sich oft eine riesige elliptische Galaxie wie M 87 im Zentrum des uns nächsten Galaxienhaufens, des Virgo-Galaxienhaufens, im Sternbild Virgo (Jungfrau). Im Sternbild Chemischer Ofen befindet sich im Zentrum des Fornax-Galaxienhaufens, der nur wenig weiter als der Virgo-Haufen entfernt ist, die elliptische Riesengalaxie NGC 1399. Sie besitzt einen ausgedehnten diffusen Halo und ist daher die uns nächste sogenannte cD-Galaxie. Ein weiterer naher Haufen, dessen Galaxien noch mit etwas größeren Amateur-Teleskopen sichtbar sind, ist der Coma-Galaxienhaufen im Sternbild Haar der Berenike. Dieser Galaxienhaufen ist ein typisches Beispiel eines großen Galaxienhaufens, dessen Zentrum von zwei elliptischen Riesengalaxien vom cD-Typ dominiert wird. Dieser Haufen ist etwa 300 Mio. Lj entfernt.
In den dichten Zentralregionen von Galaxienhaufen findet man meist elliptische Galaxien, während Galaxien am Rand von Haufen, Galaxien in Gruppen und Feldgalaxien (einzelne Galaxien, die sich keinem Galaxienhaufen oder Gruppe zuordnen lassen) meist Spiralgalaxien sind.

## Klassifizierung von Galaxienhaufen
Ähnlich wie sich Galaxien nach dem Schema der Hubble-Sequenz klassifizieren lassen, können auch Galaxienhaufen nach ihrem morphologischen Typ klassifiziert werden. Die Klassifizierung ist allerdings weniger eindeutig und die physikalische Erklärung der Morphologie meist schwierig. Daher hat sich bisher kein Klassifizierungsschema durchgesetzt, allerdings erfreut sich das Schema von Rood und Sastry (RS-Schema) einiger Beliebtheit, wohl auch wegen seiner Ähnlichkeit zum Hubble-Schema. Nach dem RS-Schema unterscheidet man anhand der Verteilung der zehn hellsten Mitglieder folgende Haufentypen:

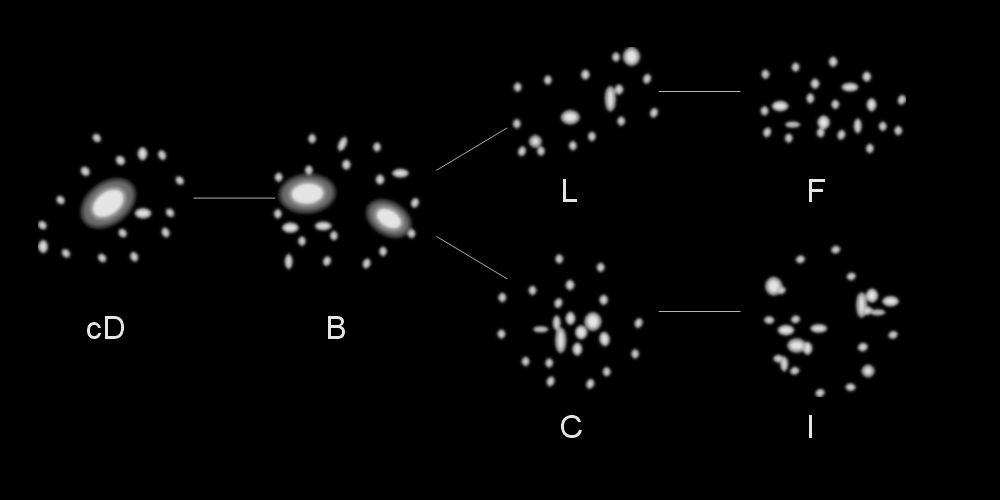
Das RS-Klassifikationsschema für Galaxienhaufen

- cD-Haufen werden von einer einzelnen riesigen cD-Galaxie im Zentrum dominiert. Beispiele sind die Haufen Abell 2634 im Sternbild Pegasus, der etwa 400 Mio. Lj entfernt ist und von NGC 7720 dominiert wird, und Abell 2199, der in etwa 430 Mio. Lj Entfernung im Sternbild Herkules und im Herkules-Superhaufen liegt.
- B-Haufen (von binär) werden von einem Paar von cD-Galaxien dominiert. Das Paradebeispiel ist der berühmte Coma-Galaxienhaufen (Abell 1656), ein weiteres Beispiel der 260 Mio. Lj entfernte Galaxienhaufen Abell 569 im Sternbild Luchs.
- L-Haufen zeichnen sich durch eine annähernd lineare Anordnung der größten Galaxien im Zentrum aus. Ein Beispiel ist der Perseus-Galaxienhaufen (Abell 426), der etwa 230 Mio. Lj entfernt im Perseus-Pisces-Superhaufen liegt.[2]
- C-Haufen (von Englisch core) zeichnen sich durch einen einzelnen dichten Kern mit mehreren Großgalaxien aus. Beispiele sind der Hydra-Galaxienhaufen (Abell 1060), der etwa 150 Mio. Lj entfernt ist und zum Hydra-Centaurus-Superhaufen zählt, und der 210 Mio. Lj entfernte Galaxienhaufen Abell 262 im Sternbild Andromeda, der Teil des Perseus-Pisces-Superhaufen ist. Auch der weiter oben abgebildete Galaxienhaufen Abell 1689 ist vom RS-Typ C.
- F-Haufen sind flach, d. h. in eine Richtung stark abgeplattet, aber ohne starke Konzentration im Zentrum. Beispiele sind der etwa 290 Mio. Lj entfernte Leo-Galaxienhaufen (Abell 1367) im Coma-Superhaufen und der fast 6 Mrd. Lj entfernte Haufen IRAS 09104+4109.
- I-Haufen haben eine irreguläre Struktur, ohne klar definiertes Zentrum oder mit mehreren Zentren. Beispiele sind der Virgo-Galaxienhaufen und der Herkules-Galaxienhaufen (Abell 2151), ein spiralreicher Haufen im gleichnamigen Superhaufen in einer Entfernung von etwa 485 Mio. Lj.[3]

## Methoden zur Entdeckung von Galaxienhaufen
- Die nächsten Galaxienhaufen sind als Konzentration heller Galaxien in Himmelsaufnahmen erkennbar. Verfeinert wurde diese Methode von George Abell und seinen Mitarbeitern, die ab den 1950er Jahren im Palomar Observatory Sky Survey durch entsprechende Beobachtungen am Südhimmel insgesamt über 4000 Galaxienhaufen bis zu Rotverschiebungen von 0,2 identifizierten. Ferne Galaxienhaufen heben sich nur noch schwach vom Vorder- und Hintergrund anderer Galaxien ab und sind so nur schwer auszumachen.
- Da Galaxienhaufen viele helle elliptische Galaxien mit ähnlichen rötlichen Farben enthalten, verraten sie sich in einer großflächigen Untersuchung von Farbe und Helligkeit von Galaxien durch eine in einem kleinen Bereich auftretende rote Sequenz.
- Mit Weltraumteleskopen der Röntgenastronomie können Galaxienhaufen über ihr heißes Gas gefunden werden.
- Kleine Veränderungen der kosmischen Hintergrundstrahlung beim Durchgang durch das heiße Gas eines Galaxienhaufens (Sunyaev-Zeldovich-Effekt) können mit bestimmten Radioteleskopen identifiziert werden.

## Dunkle Materie in Galaxienhaufen
Eine genaue Analyse der Eigenbewegungen der Galaxien in Galaxienhaufen mit dem Virialsatz zeigt, dass die gesamte sichtbare Materie nicht ausreicht, um den Zusammenhalt der Haufen durch die Schwerkraft sicherzustellen. Diese Beobachtung wurde erstmals 1933 von Fritz Zwicky am Coma-Galaxienhaufen gemacht. Auch das später im Röntgenlicht entdeckte heiße Gas hat nicht genügend Masse. Diese Beobachtungen gaben den ersten Hinweis auf ein bisher nicht erklärtes Phänomen, das heute unter Dunkle Materie zusammengefasst wird. Durch aktuelle (2015) Aufbereitung und Analyse von Daten der Röntgenastronomie über rund einhundert der hellsten Galaxienhaufen scheint sich die bisherige Annahme zu bestätigen, dass es erheblich weniger Galaxienhaufen gibt, als eigentlich zu erwarten wäre.

## Gravitationslinsenwirkung
Galaxienhaufen können das Licht weit hinter ihnen stehender astronomischer Objekte mittels ihrer Gravitation bündeln und verstärken (Gravitationslinse). Diese Verstärkung ist ein wichtiges Hilfsmittel, um extrem schwache Galaxien im Hintergrund bei Rotverschiebungen bis {\displaystyle z>6} noch untersuchen zu können.